# Grabenanlage von Herxheim

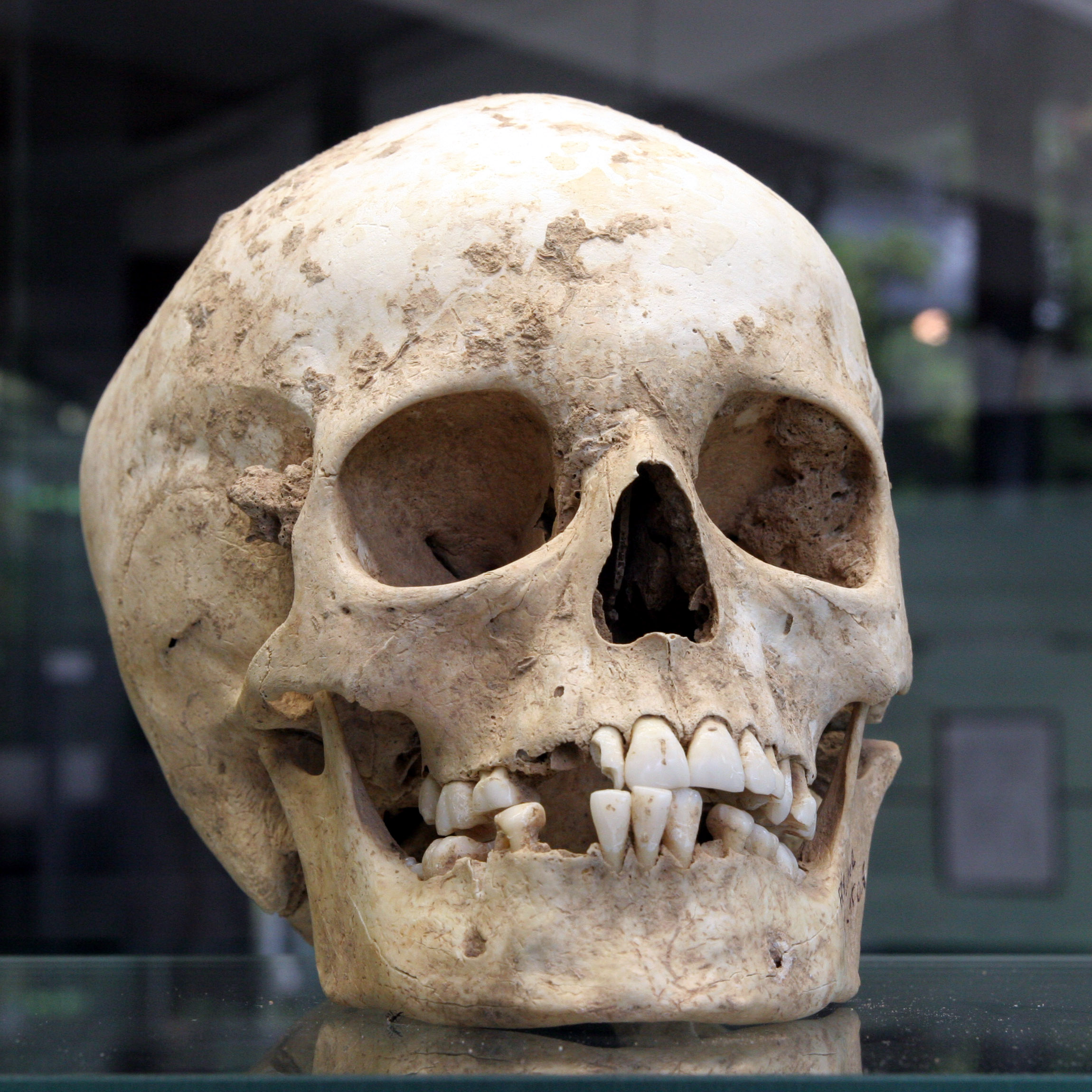
Einer der wenigen vollständigen Schädel aus der Herxheimer Grabenanlage

Die Grabenanlage von Herxheim ist eine archäologische Fundstätte aus der Jungsteinzeit auf dem Gebiet einer ehemaligen bandkeramischen Siedlung in Herxheim bei Landau im Landkreis Südliche Weinstraße von Rheinland-Pfalz. Bei Ausgrabungen fanden Archäologen große Mengen von Menschenknochen, die in Stücke zerschlagen worden waren und Schnittspuren aufweisen, wie sie beim Entfernen von Muskelgewebe durch Schneidwerkzeuge entstehen. Man scheint akribisch alles Fleisch, alle Sehnen und das übrige Weichgewebe von den Knochen entfernt zu haben, die danach – mit wenigen Ausnahmen – klein zerschlagen wurden. Insbesondere die erhaltenen Schädeldächer (Kalotten), die sorgfältig in eine schalenartige Form gebracht wurden, lassen eine Schätzung der Opferzahl zu. Demnach dürften die Überreste von über 1000 Menschen in Herxheim begraben worden sein. Dieser Befund ist in dieser Größenordnung für die Vorgeschichte Mitteleuropas einzigartig. Ob es sich bei den Toten um Menschenopfer handelt, ist in der Forschung umstritten. Bislang stehen sich bezüglich der Interpretation der Fundstelle mehrere Hypothesen gegenüber, wobei noch offen ist, ob eine davon den Geschehnissen und den geistigen Vorstellungen der Menschen vor 7000 Jahren gerecht wird.

## Forschungsgeschichte

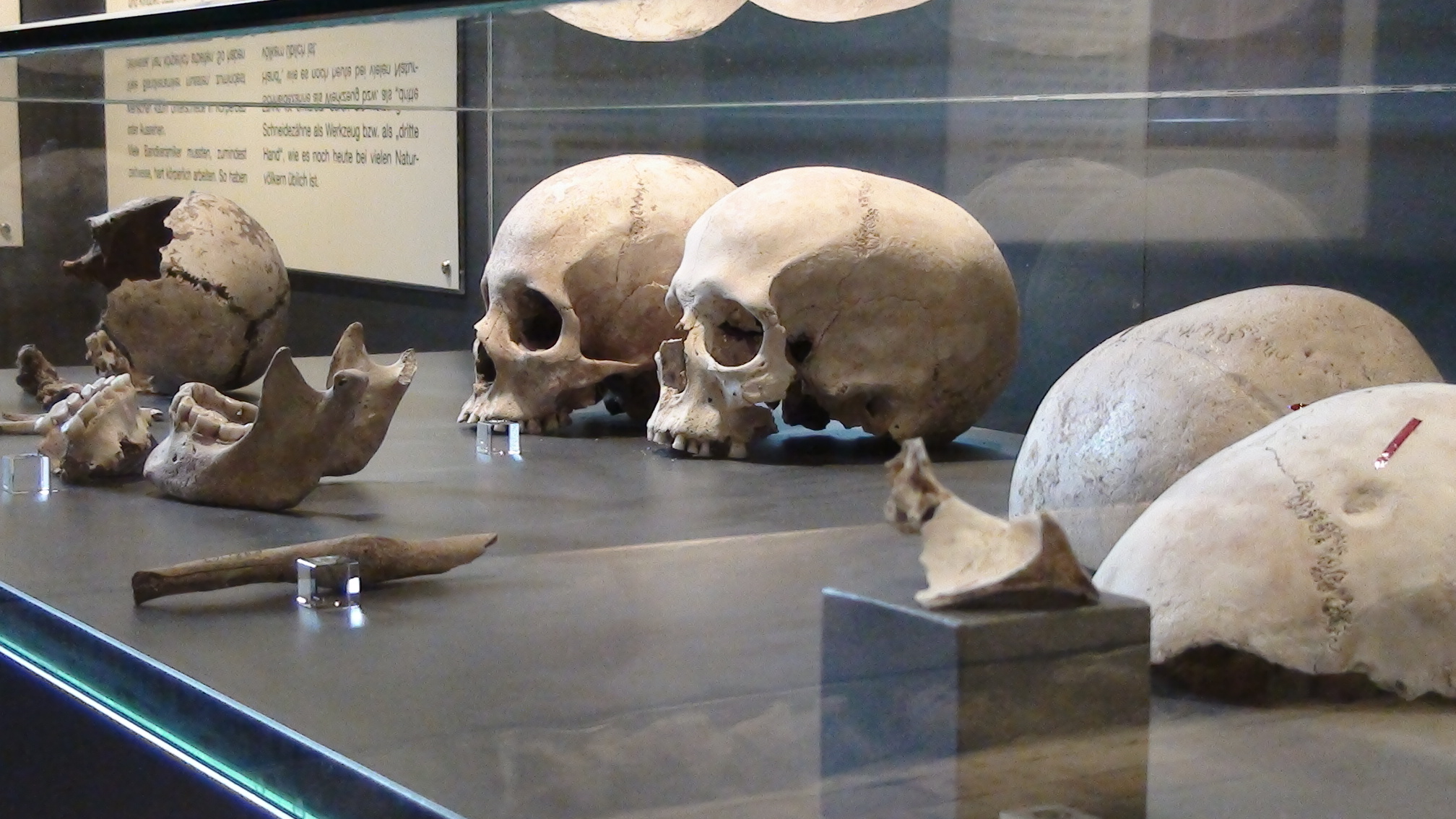
Blick in eine Vitrine mit Schädelfunden im Museum Herxheim

Anfang der 1990er-Jahre beschloss die Gemeinde Herxheim, am westlichen Ortsrand ein Gewerbegebiet erschließen zu lassen. Da in dem Gebiet bereits häufiger archäologische Funde freigelegt wurden, beauftragte man die Speyerer Außenstelle der Abteilung Landesarchäologie der Generaldirektion Kulturelles Erbe Rheinland-Pfalz vorab mit großflächigen archäologischen Grabungen. Die Rettungsgrabung im Bereich der bandkeramischen Siedlung mit Doppelgraben dauerte von 1996 bis 1999. Die Grabungen leitete Annemarie Häußer (1957–2002). Sie wurden technisch vom Grabungstechniker Michael Münzer der Außenstelle Speyer der Landesarchäologie betreut. Fabian Haack (Knochengeräte) und Dirk Schimmelpfennig (Silices) bearbeiteten zwei Fundkategorien der Ausgrabungen im Rahmen von Magisterarbeiten. Nach den Rettungsgrabungen im künftigen Gewerbegebiet West wurden die Funde im Depot der Außenstelle Speyer verwahrt. Die Keramik sollte in Form einer Dissertation durch Annemarie Häußer weiterbearbeitet werden. Deren Unfalltod im September 2002 machte diese Pläne zunichte.
Ab Herbst 2003 koordinierte Andrea Zeeb-Lanz, seit 2001 zuständige Gebietsarchäologin der Landesarchäologie – Speyer für den Kreis Südliche Weinstraße und damit für Herxheim, Wissenschaftler, um die Funde umfassend auszuwerten. Die Deutschen Forschungsgemeinschaft (DFG) förderte das Vorhaben von 2004 bis 2011 finanziell. Da die angewandte Grabungstechnik bei der Grabung der 1990er-Jahre viele für eine Feinauswertung notwendige Detailbeobachtungen nicht erlaubte, folgten von 2005 bis 2008 unter örtlicher wissenschaftlicher Leitung von Fabian Haack und der technischen Leitung von Grabungstechniker Michael Münzer Forschungsgrabungen im Bereich zwischen Rohrbacher und Insheimer Straße im Areal eines weiteren, deutlich kleineren Stückes der Siedlung und der doppelten Grabenanlage. Dies wurde zu großen Teilen durch die finanzielle Unterstützung der Gemeinde Herxheim ermöglicht. Auch Landesmittel flossen in die Finanzierung ein. Mittels moderner Grabungstechnik (zum Beispiel Laser-Tachymeter-Fundeinmessung) und einer dem Befund genau angepassten Grabungsmethode konnte die Auswertung der Befunde besser und erfolgreicher durchgeführt werden.
Neben der Untersuchung und Auswertung der Befunde (auf Grundlage der Ergebnisse der Forschungsgrabung), der menschlichen Knochen, der Keramik, der Steingeräte und Tierknochen wurden im Rahmen des DFG-Projektes auch umfangreiche archäometrische Analysen durchgeführt. Dazu gehören Isotopenuntersuchungen (Sr, O), DNA-Analysen und Tonanalysen. Die Ergebnisse wurden in bislang zwei Bänden der Reihe „Forschungen zur pfälzischen Archäologie“ (FPA) vorgelegt. Zu Ergebnissen bezüglich der Keramik ist ein dritter Teilband der Reihe FPA (Band 8.3) geplant.
2010 führte das DFG-Team (Grabungsleitung: Fabian Haack) als vorerst letzte invasive Maßnahme zwei Sondageschnitte im Osten der Siedlungsfläche durch, um zu erkunden, ob sich auf der Ostseite der Siedlung die Grabenanlage weiter verfolgen ließ. Diese Arbeiten wurden im Rahmen des Filmprojekts „Lost cannibals of Europe“ vom National Geographic Filmteam dokumentiert. Bei der 2004 durchgeführten Gesamt-Geoprospektion des Areals war hier nichts zu sehen. Tatsächlich wurde nur im südlichen der beiden Schnitte ein Grabenkopf dokumentiert, der möglicherweise ein Teil des inneren Grabens war. Da weiter nördlich keine Grabenanlage gefunden wurde, ist anzunehmen, dass die zwei Gräben nie geschlossen waren und die Siedlung an ihrer Ostseite kein Graben begrenzte. Finanziert wurden beide Sondageschnitte von 2010 durch die National Geographic Society.

## Die bandkeramische Fundstelle
Beim Fundort von Herxheim, im heutigen Gewerbegebiet „West“ der Gemeinde gelegen, handelt es sich um eine bandkeramische Siedlung, die an drei Seiten von einem doppelten Graben umgeben ist. Architektonische Grundform der beiden parallelen Gräben sind lange, schmale Gruben mit unterschiedlicher Profilform (u-förmig, v-förmig, muldenförmig). Zahlreiche dieser langen Gruben wurden den Verfüllschichten und Fundkonzentrationen zufolge gleichzeitig ausgehoben und fügen sich zu langen Grabensegmenten zusammen. Es existiert eine Reihe von Erdbrücken zwischen Segmenten der Gräben. Zwei der Erdbrücken, die am Innen- und am Außengraben an denselben Stellen liegen, können als Grabendurchquerungen ehemaliger Wege durch die Siedlung interpretiert werden. Innerhalb des doppelten Grabenringes liegt eine – erosionsbedingt sehr schlecht erhaltene – Siedlung der Bandkeramik.
Die datierbaren Funde aus den Siedlungsgruben belegen, dass die Dorfanlage von der Phase Flomborn (ab etwa 5300 v. Chr.) bis an das Ende der Linearbandkeramik in der Pfalz (spätestens kurz vor 5000 v. Chr.) durchgehend besiedelt war. Am Ende ihrer Laufzeit änderte sich die Funktion der Siedlung allerdings offenbar: Kurz vor oder schon in der letzten Phase der linearbandkeramischen Kultur wurde das Erdwerk in einer Folge von einzelnen Gräben, die in zwei mehrfach unterbrochenen Grabenringen angeordnet sind, um die Siedlungsfläche angelegt. Die Ausgrabungen zeigen, dass hier mehrfach gänzlich außergewöhnliche Ereignisse stattfanden, in deren Verlauf insgesamt mehr als 1000 Menschen getötet und dann zerlegt wurden. Die stark normierte und repetitive Behandlung der getöteten Opfer von Herxheim – Zerlegung der Körper, Entfleischung des Skeletts, systematische Zerschlagung der Knochen, Zurichtung der Schädel – verweist die Aktivitäten an diesem besonderen Fundort in den Bereich ritueller Handlungen.
Dieser letzte Nutzungsabschnitt der Herxheimer Siedlung wird von den Forschern angesichts der auffallenden Befunde auch als „rituelle Phase“ bezeichnet. Der zeitliche Rahmen dieser Ereignisse wird durch das archäologische Fundmaterial relativ eng abgesteckt: Die dazugehörigen Funde verzierter Keramik datieren in die jüngste Phase der linearbandkeramischen Kultur und lassen sich dadurch auf einen Zeitraum von ungefähr 50 Jahren eingrenzen. Die Ausgräber gehen jedoch davon aus, dass die Ereignisse, während der die Knochen der etwa 1000 Individuen in die Erde gelangten, sich auf einen noch einmal deutlich kürzeren Zeitraum beschränkten. Dafür spricht ihnen zufolge die Tatsache, dass in vielen Fällen zusammengehörige Keramikscherben und Knochenfragmente an unterschiedlichen Stellen der Grabenanlage zutage traten, was darauf hindeutet, dass größere Teile der Gräben auch gleichzeitig offenstanden.

## Funde

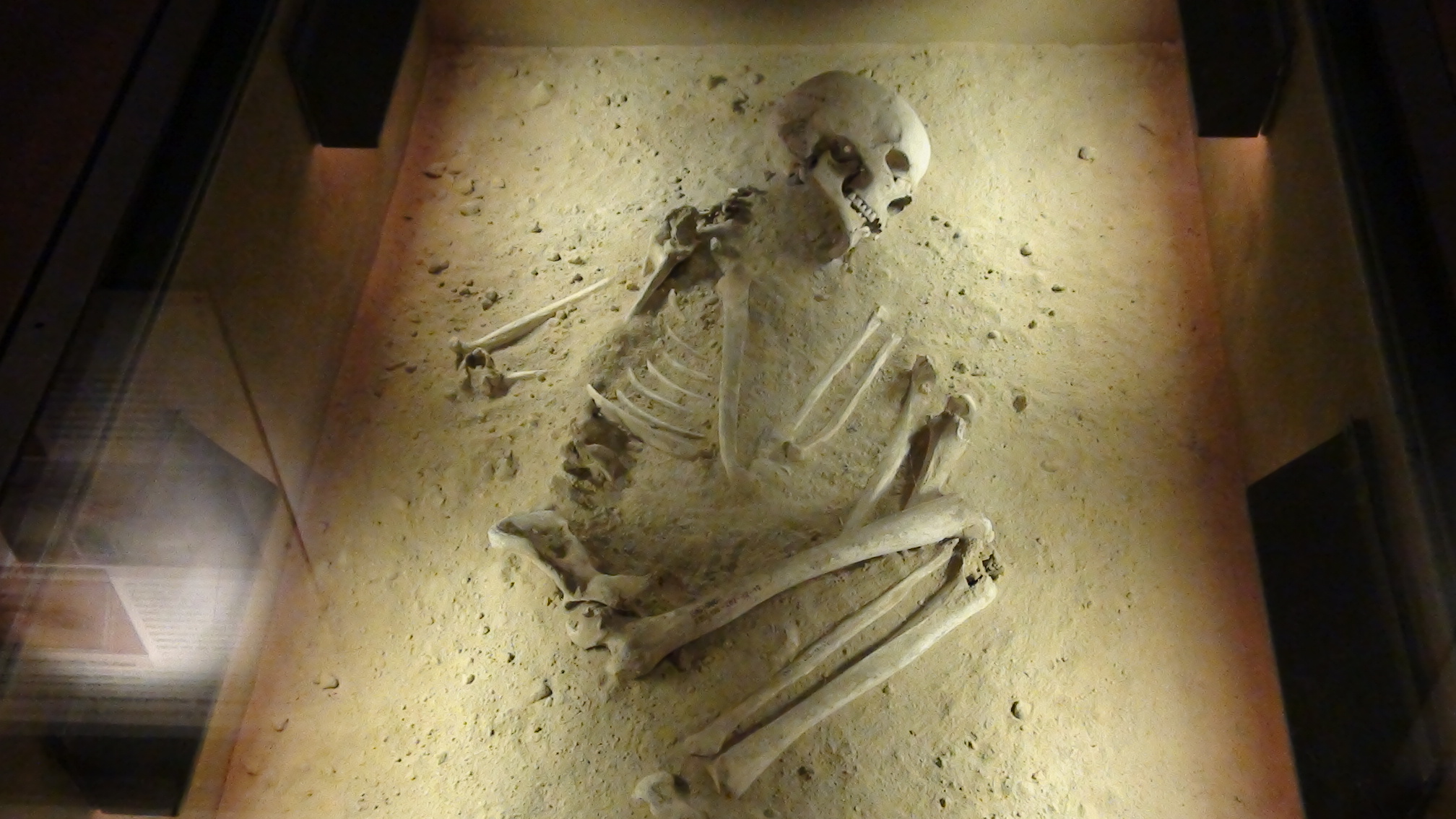
Nicht typisch für Herxheim: ein nahezu vollständiges Skelett

Unregelmäßig in den Gräben angeordnet fanden sich zahlreiche Konzentrationen von Funden, deren Hauptanteil klein zerschlagene Menschenknochen darstellten, zu denen auch Schädelkalotten und eine kleine Anzahl ganzer Schädel zu zählen sind. Es fanden sich auch viele Scherben verzierter und unverzierter Keramik, zerstörte Steingeräte und zahlreiche Fragmente wohl größtenteils intentionell zerschlagener Mahlsteine sowie Tierknochen. In kleineren Anteilen konnte Schmuck aus Tierknochen, -zähnen (zum Beispiel Eberhauer) und Kalkstein sowie Knochengeräte aus Tierknochen geborgen werden. Das Fundmaterial war in der Regel mit viel Erde vermischt und konnte nur in Ausnahmefällen als regelrechte Fundschicht am Grunde eines Grabensegmentes oder auf bereits eingeschwemmten oder eingefüllten Erdschichten dokumentiert werden. Die Verfüllungsgeschichte der Gräben ist sehr komplex, viele Verfüllschichten überlagern sich und zeigen sehr deutlich, dass es sich bei den Grabensegmenten keinesfalls um nacheinander angelegte und schnell verfüllte Gruben handelt, die sich gegenseitig überschneiden, sondern um durchgehende längere Segmente zweier Gräben. Ohne Rücksicht auf die Absätze im Sohlenbereich, welche die ursprünglichen Aushebungseinheiten der langen Gruben anzeigen, wurden die Fundkonzentrationen in den Gräben deponiert, wobei die Ausdehnung der Konzentrationen bis zu etwa 7 m längs des Grabens betragen kann. Auch die unter und über den Fundkonzentrationsbereichen liegenden Verfüllschichten ignorieren die Absätze im Sohlenbereich der Gräben gänzlich. Auffällig ist, dass sich im inneren Graben die Fundkonzentrationen häufen, während sie in den ausgegrabenen Bereichen des äußeren Grabens erheblich geringer an Zahl sind. So wurde in der Forschungsgrabung auf der ganzen Länge von 30 m, welche die Ausdehnung der beiden Gräben im Grabungsareal 2005–2008 betrug, im äußeren Graben lediglich eine einzige Fundkonzentration freigelegt. Allerdings handelte es sich hier um eine ganz besondere Fundansammlung, bestand sie doch aus fünf isolierten, aber vollständigen Schädeln sowie einer Reihe von Langknochenfragmenten, die eine intentionell anmutende Anordnung aufwiesen.
Neben den Gräben als Deponierungsort von menschlichen Knochen, qualitätvoller Keramik und anderen Artefakten zählen auch einige Siedlungsbefunde im Grabenring offenbar zu Bestandteilen der Ritualhandlungen. In einer Reihe von Gruben im Siedlungsbereich fanden sich die für Ritualfundkonzentrationen typischen menschlichen Knochenfragmente, verzierte Keramik unterschiedlicher Herkunft sowie Tierknochen und zerstörte Steingeräte. Angesichts der Massierung von Funden der Ritualaktivitäten in den Gräben ist anzunehmen, dass diese eine zentrale Rolle bei der Deponierung der Ritualüberreste einnahmen.

### Menschenknochen und -zähne
Die Herxheimer Menschenknochen zeigen zahlreiche Spuren gezielter Schnitte. Von diesen kann eine Anzahl als Spuren der Zerlegung angesprochen werden, etwa Schnitte an Gelenkenden und an Ansatzstellen für Muskeln und Sehnen an den Langknochen. Flache, schmale Schnitte, einerseits mittig auf das Schädeldach, andererseits im Bereich über den Ohren, weisen auf das Abziehen der gesamten Kopfhaut hin. Weitere Spuren wie leiterartige kurze Schabespuren an Langknochen und anderen Körperteilen legen eine sorgfältige Entfleischung der Knochen nahe. Manipulationsspuren am Schädel sind auf das Herausschneiden der Zunge und die Abtrennung des Musculus masseter zurückzuführen. Anhand der Manipulationsspuren kann der Arbeitsablauf an den getöteten menschlichen Opfern vollständig nachvollzogen werden. Nach der Teilzerlegung (Abtrennung der Extremitäten, Herausschneiden der Wirbelsäule und damit Öffnung des Brustkorbes) wurden die Teilstücke der Körper akribisch von allen Weichteilen, von Fleisch, Sehnen und sonstigen Geweberesten, befreit. Danach zerschlug man in Ritualhandlungen die Knochen in kleine Fragmente – bis zu 40 Splitter eines Langknochens stellen keine Seltenheit dar.
Die Schädel erfuhren eine Sonderbehandlung – die Akteure der Ritualhandlungen schlugen mit gezielten Steinbeilschlägen Gesichtsschädel und Schädelbasis ab, so dass nur noch das Schädeldach (Kalotte) übrig blieb. Von diesen schalenartigen Schädelkalotten fanden sich in den Ausgrabungen etwa 500, dazu noch zahlreiche Fragmente von weiteren Schädeldächern, was die Zahl der Toten weiter erhöht. Die menschlichen Überreste wurden mit anderen Artefakten (siehe unten) in größeren oder kleineren Fundkonzentrationen, die Funde vermischt mit viel Aushuberde der Gräben, in die offenstehenden Segmente der Grabenanlage deponiert. Da erst ca. zwei Drittel der Grabenanlage archäologisch untersucht wurden, ist von einer Gesamtzahl der hier im Rahmen eines außergewöhnlichen Rituals getöteten Menschen von mehr als 1000 Individuen auszugehen.
Feuer spielte offenbar eine Rolle bei den Ritualen – nicht nur wurden in zahlreichen Stellen des Innengrabens unter oder zwischen den Funden Asche- und Brandreste, teils regelrechte Schichten davon, dokumentiert, auch an den menschlichen Überresten wurden Brandspuren entdeckt. So sind punktuell auf Schädelkalotten, aber auch außen und innen an den Bruchkanten der Kalotten schwarze und dunkelbraune Brandspuren sichtbar. Langknochen zeigen ebenso wie kleinere Knochenfragmente vereinzelt Brandspuren. Einzelne Unter- und Oberkiefer sind ebenfalls von Brandeinwirkungen markiert; teilweise sind dabei alle Zähne betroffen (zerstörter Zahnschmelz), teilweise nur die vorderen Zähne.
Strontiumisotopenanalysen erbrachten überraschende Ergebnisse: Von fast 100 beprobten menschlichen Individuen – Zahnschmelz von Molaren (M1 und M3), von vollständigen Skeletten, von isolierten Schädeln und vor allem von isolierten Kiefern aus den Fundkonzentrationen in den Gräben – erwiesen sind rund 90 als „Fremde“, das heißt nicht in Herxheim oder Umgebung geborene oder aufgewachsene Opfer. Bei den Analysen fielen hohe Strontium-Anteile in den allermeisten Proben auf: Die Personen wuchsen offenbar in höheren Mittelgebirgsgegenden mit Granit- bzw. Gneis-Untergrund auf. Dies ist höchst erstaunlich, als bisher deutliche Belege einer Besiedlung der Mittelgebirge durch Träger der bandkeramischen Kultur fehlen.
Die Vermutung, es handele sich bei den Opfern von Herxheim demnach um Mesolithiker, die als Gefangene in Herxheim bei Ritualhandlungen getötet wurden, widerlegen die an denselben Zähnen wie die Isotopenuntersuchungen beprobten DNA-Analysen. Diese belegen, dass sich die Opfer bezüglich ihrer DNA gut in das bekannte Spektrum bandkeramischer Menschen einfügen. Damit besteht eine zurzeit unerklärliche Diskrepanz zwischen den Ergebnissen der Strontiumisotopenanalysen und der genetischen Untersuchungen – die Identität der Toten von Herxheim ist bislang unbekannt.

### Keramik

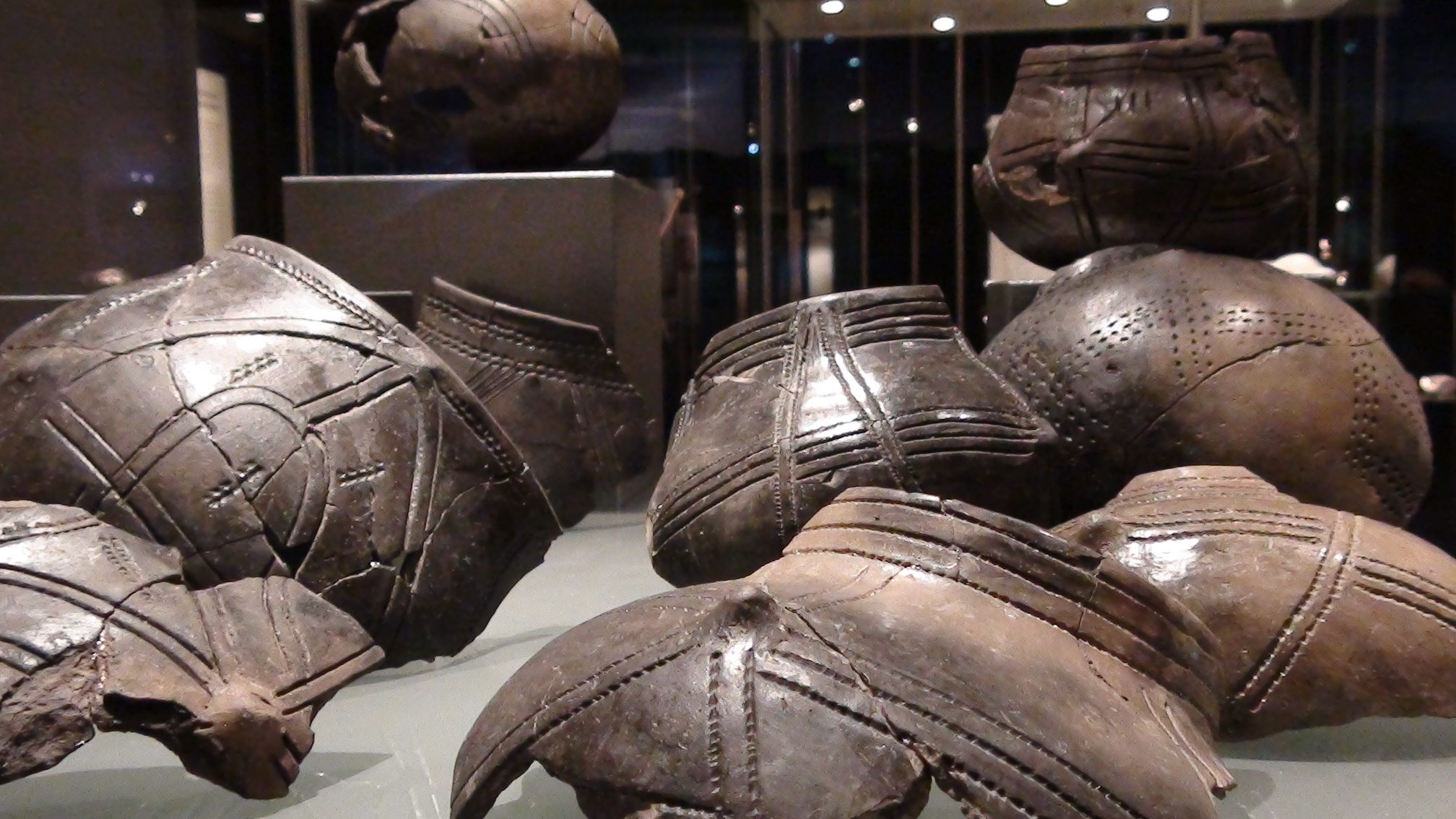
Linearbandkeramische Funde verschiedener Stile aus der LBK

Neben den menschlichen Knochen als Hauptfundgruppe – mit besonderer Behandlung – ist die Keramik unter den in den Konzentrationen von Herxheim am häufigsten vertretene Fundgruppe. Auch sie weist Besonderheiten auf. Die Tonware, die mit den Knochen vergesellschaftet ist, gehört in die jüngste Phase der Bandkeramik, der nur eine kurze Zeitdauer, etwa 50 Jahre, zugewiesen wird. Es gibt mehrere zeitliche Ansätze für diese etwa 50 Jahre jüngste Linearbandkeramische Kultur (LBK). Die Datierungen schwanken zwischen dem 51. und dem 50. Jahrhundert v. Chr. In den Gräben und auch in den Fundkonzentrationen selbst fanden sich auch Scherben älterer Phasen der LBK, die als intrusive Funde der älteren Phasen der Siedlung von Herxheim zu bewerten sind. In den Ausgrabungen wurde deutlich, dass die Gräben mehrfach ältere Befunde schneiden, so dass mit dem Erdaushub bei der endgültigen Verfüllung der Gräben auch ältere Scherben in die Gräben gelangten. Diese haben mit den besonderen Handlungen am Ende der Herxheimer Besiedlungszeit nichts zu tun. Die Keramik ist von herausragender Qualität in Formgebung und Verzierungsausführung; zudem sind mindestens acht verschiedene Regionalstile der jüngsten LBK vertreten. Verzierte Gefäße in größerer Zahl stammen aus so weit entfernten Gebieten wie dem unteren Elbtal (Šárka-Stil der jüngsten LBK), 400 km Luftlinie von Herxheim entfernt oder aus dem Elster-Saale-Gebiet. Häufig vertreten ist Keramik im Rhein-Main-Schraffurstil. Etwas mehr als die Hälfte der verzierten Keramik ist im Pfälzer Stil verziert, der erst vor wenigen Jahren anhand des Materials von Herxheim definiert wurde. Tonanalysen erbrachten das Ergebnis, dass die in fremden Regionalstilen verzierten Gefäße nicht in der Pfalz hergestellt wurden, so dass davon auszugehen ist, dass Gemeinschaften aus verschiedenen, teils weit entfernten Gegenden nach Herxheim kamen und Gefäße in dem bei ihnen heimischen Zierstil mitbrachten.
Die Keramik wurde, wie auch die menschlichen Skelette, intentionell vor Ort zerschlagen und mit den Knochenfragmenten in den Gräben deponiert. Zusammensetzungen von anpassenden Scherben überwinden Strecken bis zu mehr als 200 m, dabei treten auch Anpassungen von Scherben aus dem Außengraben an Scherben aus Konzentrationen im Innengraben auf. Anhand der frisch erscheinenden Brüche der Gefäßscherben wird deutlich, dass diese nicht lange auf der Oberfläche lagen, sondern kurz nach ihrer Zerstörung in die Gräben gelangten, wo sie mit den anderen Funden schnell mit Erde bedeckt wurden.

### Steingegenstände
Steingeräte, Silices und Mahlsteine gehören ebenfalls zu den Inventaren der Fundkonzentrationen von Herxheim. Diese wurden wie Menschen und Keramik intentionell zerstört. Mahlsteine legte man offenbar teilweise erst ins Feuer, um sie mürbe zu machen, bevor man sie zerschmetterte.

### Tierknochen
Auch bei den Tierknochen aus den Fundkonzentrationen in den Gräben fallen Besonderheiten auf: neben normalem Schlachtabfall fanden sich ungewöhnlich zahlreich Bukranien und Aigikranien. Die speziell zugerichteten Artefakte (herauspräparierter Schädelteil, an dem beide Rinder- oder Ziegenhornzapfen sitzen) werden allgemein für die Vorgeschichte in symbolische/rituelle Zusammenhänge gestellt. Auch zählen zu den Tierknochen ungewöhnlich viele Hundeknochen (mehr als 280 Exemplare), welche die Zahl der Hundeknochen in allen bisher ausgegrabenen LBK-Siedlungen insgesamt weit übertreffen; die Knochen gehören zu mindestens 10, vielleicht 13 Hunde-Individuen. Die Hunde wurden offenbar gevierteilt und dann wahrscheinlich gebraten/gegrillt und verspeist. Eine Verspeisung von Hunden ist für die bandkeramische Zeit gänzlich ungewöhnlich, da der Hund längst als Haustier galt und damit an sich kein konsumiertes Tier war. Die Bearbeiterin jener Funde sieht in der potentiellen Hunde-Verspeisung eine ungewöhnliche, vielleicht rituelle Mahlzeit.

## Interpretationsansätze
Bei der Anlage von Herxheim handelt es sich wahrscheinlich nicht um ein Massengrab, man kann hier vermutlich nicht von Aktionen im Rahmen von Begräbnisritualen sprechen. Damit unterscheidet sich Herxheim von anderen jüngstbandkeramischen Fundplätzen wie etwa dem Massengrab von Wiederstedt sowie den Funden aus dem Massaker von Talheim, dem Massaker von Halberstadt oder dem Massaker von Kilianstädten, wo eine größere Anzahl menschlicher Körper, offenbar Opfer von Gewaltanwendungen (tödliche Schädelverletzungen, Pfeile in Wirbeln etc.), „unzeremoniös“ und nicht in üblicher Bestattungslage der Linearbandkeramischen Kultur in Massengräbern hinterlassen wurden. Auch die Situation der Siedlung mit Grabenanlage von Asparn / dem Massaker von Schletz (Niederösterreich), wo sich in den Grabenköpfen beiderseits eines Eingangs in die innerhalb der Grabenanlage befindlichen Siedlung zahlreiche Tote fanden, ist nicht mit Herxheim vergleichbar. Die Toten in den Grabenköpfen und auch an anderen Stellen des Grabens um die Siedlung von Schletz werden als Verteidiger der Siedlung gedeutet, die ihre Gemeinschaft vor Angreifern verteidigen wollten, getötet und in die offenstehenden Gräben geworfen wurden. Diese Kampfsituation hat ebenfalls nichts mit der Szenerie von Herxheim zu tun. Bislang fehlt jeder Vergleich zur einzigartigen Fundsituation in Herxheim.
Die Deutungen zum rätselhaften Befund von Herxheim haben seit 1996 viele Wandlungen durchgemacht. War man sich anfangs noch nicht klar darüber, ob es sich hier um die Spuren kriegerischer Auseinandersetzungen handelte oder um besondere Bestattungssitten, so schälte sich während der Ausgrabungen eine Interpretationsrichtung für die menschlichen Überreste heraus, die recht lange Bestand hatte. Die Bearbeiter der menschlichen Überreste der Rettungsgrabung, Jörg Orschiedt und Miriam N. Haidle, favorisierten alternativlos die Interpretation von Sekundärbestattungen – man habe anderswo begrabenene Verwandte wieder ausgegraben, in Herxheim ihre Knochen zerschlagen und als Knochenansammlung erneut beerdigt. Die repetitive und streng normierte Behandlung menschlicher Individuen und ausgewählter Artefakten belege hochrituelle Aktivitäten in Herxheim in der Endphase der Bandkeramik. Diese Sekundärbestattungsthese wurde vom Großteil des DFG-Teams mit dem Fortgang der Forschungsgrabung mehr und mehr abgelehnt: Die Behandlung der Menschen ist der Zurichtung von Tieren bei deren Schlachtung zur Nahrungsgewinnung gut vergleichbar, was für den Anthropologen, der die Menschenknochen untersuchte, Bruno Boulestin (unterstützt von der Anthropologin Anne-Sophie Coupey), ein schlagendes Argument für seine These des rituellen Kannibalismus in Herxheim darstellt. Boulestin legte für seine Kannibalismusthese hauptsächlich statistisch untermauerte Argumente vor und hält den massenhaften Kannibalismus in Herxheim für „bewiesen“.
Eine andere Hypothese favorisiert die Tötung der menschlichen Opfer als wichtigen Bestandteil der Ritualhandlungen, ohne die Toten als Nahrung zu verwenden. Dieses Modell schlägt für Herxheim als Erklärung für die Behandlung der Toten im Zuge der Rituale die extreme Manipulation menschlicher Überreste (extreme processing [EP]) vor, die als gesellschaftlich bedeutende, Gemeinsamkeits- und Identitätsgefühle verursachende und/oder verstärkende Maßnahme zu verstehen ist. Eingeführt wurde der Begriff EP erstmals von amerikanischen Anthropologen für Befunde der Anasazi im amerikanischen Südwesten. Die extreme Zerstörung bzw. „Umwandlung“ menschlicher Körper in nicht mehr als menschlich identifizierbare Knochensplitter, die normierte Herstellung von „Artefakten“ – Schädelschalen – und die gleichartige Zerstörung wertvoller Artefakte passt gut in ein Modell von Feierlichkeiten einer besonderen, ansonsten nicht für die Vorgeschichte bekannte Art ritueller Handlungen. Es wird vorgeschlagen, dass auch Festmahle (ohne Verspeisung menschlichen Fleisches) Bestandteil jener Rituale waren. Möglicherweise beruht die Zerstörung oder Unbrauchbarmachung der Gefäße und Gerätschaften auf der in prähistorischen Zusammenhängen öfter zu beobachtenden Vorstellung von „ritualisierten“ Artefakten, die, nachdem sie in Zeremonien eine „heilige“ Rolle spielten, durch Zerstörung dem späteren profanen Gebrauch entzogen werden müssen. Keramik, Steingeräte und Mahlsteine wären als Instrumente für die Zubereitung und bei der Durchführung ritueller Mahlzeiten sehr gut denkbar.